# باسیان (خوزستان)
باسیان، یکی از شهرهای کهن در خوزستان و نام یکی از تیره‌های منطقه به حساب می‌آید. این شهر در استان خوزستان و نزدیکی خلیج فارس واقع شده بود و نبرد باسیان در این منطقه به جریان افتاد و اکنون اثری از این شهر باقی نمانده است.

## موقعیت
در نزدیکی خلیج فارس واقع شده است. از این شهر امروزه اثری باقی نمانده‌است با این حال جغرافی‌نگران اسلامی، از این منطقه به عنوان بلد، مدینه، شهرک و قریه یاد کرده‌اند. در نقشه‌ای که اصطخری آن را از خوزستان ترسیم کرده‌است، باسیان در جوار شهر دورق و همچنین حصن مهدی قرار گرفته‌است. همو در ذکر مسافت‌ها، خان مردویه را میان دورق و باسیان گزارش کرده‌است.

## ویژگی‌ها
به گفته اصطخری، شهر باسیان، از لحاظ وسعت، متوسط و آباد بوده است. رودی از میانه این شهر عبور می‌کرده که شهر را به دونیمه تقسیم نموده است. به گزارش همو، از باسیان تا حصن مهدی دو منزل راه بوده که طریقه رفت‌وآمد به آن از طریق آبی انجام می‌شده است. از باسیان به دروق نیز یک راه آبی گزارش شده است که طی مسیر از آن نسبت به راه خشکی، راحتر بوده‌است. ابودلف از رودی یاد می‌کند که از وادی الاعظم (آب شوشتر) جریان پیدا کرده و پس از عبور از شهر شوشتر، به باسیان جاری شده است. این رود احتمالاً همان رودی است که پس از باسیان،خان مردویه و دروق را و تا رامهرمز آبیاری می‌کرده‌است. این رودها در سده ۱۰ میلادی، به خلیج فارس راه یافته بود. علاوه بر اصطخری، ابن حوقل، یاقوت حمویی و ابوالفدا نیز از این شهر، گزارش‌هایی را نقل کرده‌اند. در نزدیکی باسیان، جزیره و ناحیه‌ای باتلاقی به نام دورقستان قرار گرفته بود که از نهر عَسکَر مُکْرم تا خلیج فارس امتداد داشت.

## تاریخچه
در سال ۸۸۱ میلادی، بهبود بن عبدالوهاب بر شهرهای فندم و باسیان و توابع آنها که بین اهواز و فارس قرار گرفته بودند، حکم می‌راند. در سال ۹۷۷ نیز بین عضدالدوله دیلمی (م ۹۸۲ میلادی) و بختیار جنگی در گرفت که در این منطقه صورت پذیرفت. در این جنگ بختیار پس از جراحت و پراکندگی لشکریانش، به همراه برادر و وزیرش به مطارا فرار کردند. امروزه بزیه یا بوزیه یا بوزی با ۲۲۲۶ نفر جمعیت در واقع در شهرستان شادگان، به جای این شهر باستانی جایگزین شده است. یاقوت حموی یکی از تیره های خوزستانی را باسیان گزارش کرده‌است.